# Detlef Weigel (Diplomat)

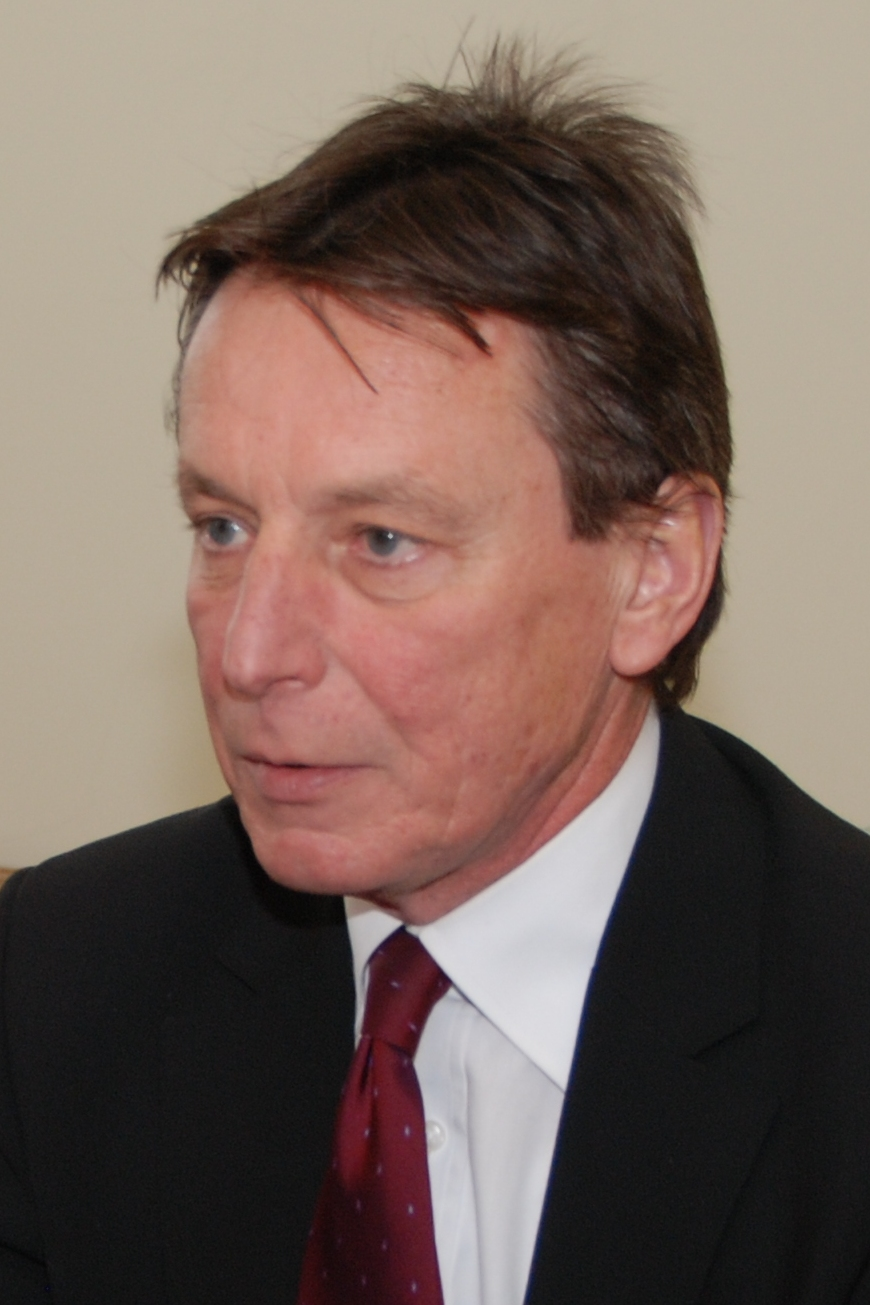
Detlef Weigel

Detlef Weigel (* 1951 in Essen) ist ein deutscher Diplomat, der unter anderem von 2008 bis 2010 Botschafter in Lettland war.

## Leben
Nach dem Abitur absolvierte Weigel ein Studium der Germanistik und Romanistik an der Ruhr-Universität Bochum, der Universität Poitiers sowie der Universität Siena.
Nach Abschluss des Studiums trat er 1978 in den Auswärtigen Dienst ein und fand nach Abschluss der Laufbahnprüfung für den höheren Dienst von 1981 bis 1984 zunächst Verwendung in der Abteilung für Rüstungskontrolle und Abrüstung des Auswärtigen Amtes in Bonn als Referent für Mutual and Balanced Force Reductions (MBFR), die Konferenz über Sicherheit und Zusammenarbeit in Europa (KSZE) sowie die Concept Development & Experimentation (CDE). Während dieser Zeit war er zwischen 1982 und 1983 auch Mitglied der deutschen Delegation bei der KSZE-Folgekonferenz in Madrid sowie im Anschluss bis 1986 Mitglied der deutschen Delegation bei der Konferenz über Vertrauens- und Sicherheitsbildende Maßnahmen (KVAE) in Stockholm.
Nachdem er von 1986 bis 1988 Ständiger Vertreter des Botschafters in Jamaika war, war er als Referent für die Vereinten Nationen, Asien, Lateinamerika und Afrika in der Politischen Abteilung des Bundeskanzleramtes in Bonn tätig und dann von 1992 bis 1997 als Referent im Planungsstab des Auswärtigen Amtes.
Zwischen 1998 und 2000 war Weigel stellvertretender Leiter der politischen Abteilung in der Botschaft in Frankreich und danach stellvertretender Leiter des Planungsstabs im Auswärtigen Amt in Berlin, ehe er von 2004 bis 2008 Gesandter und Ständiger Vertreter des Botschafters in Spanien war.
Im August 2008 erhielt Weigel als Nachfolger Eberhard Schuppius, der wiederum Generalkonsul in Guangzhou wurde, seine Akkreditierung als Botschafter der Bundesrepublik Deutschland in Lettland. Diese Funktion bekleidete er bis zu seiner Ablösung durch Klaus Burkhardt im August 2010.